# ジョン・テリー
ジョン・ジョージ・テリー（John George Terry, 1980年12月7日 - ）は、イングランド・ロンドン出身の元同国代表サッカー選手、現サッカー指導者。現役時代のポジションはディフェンダー（センターバック）。2023年現在はレスター・シティFCのアシスタントコーチに就いている。
FIFPRO年間最優秀選手賞の守備部門に創設された2005年度から4年連続で名を列ね、UEFAチャンピオンズリーグの最優秀DF賞を2005年、2008年、2009年に3度獲得、PFA年間最優秀選手賞を2005年に獲得するなどの実績がある。

## クラブ経歴

### チェルシーFC

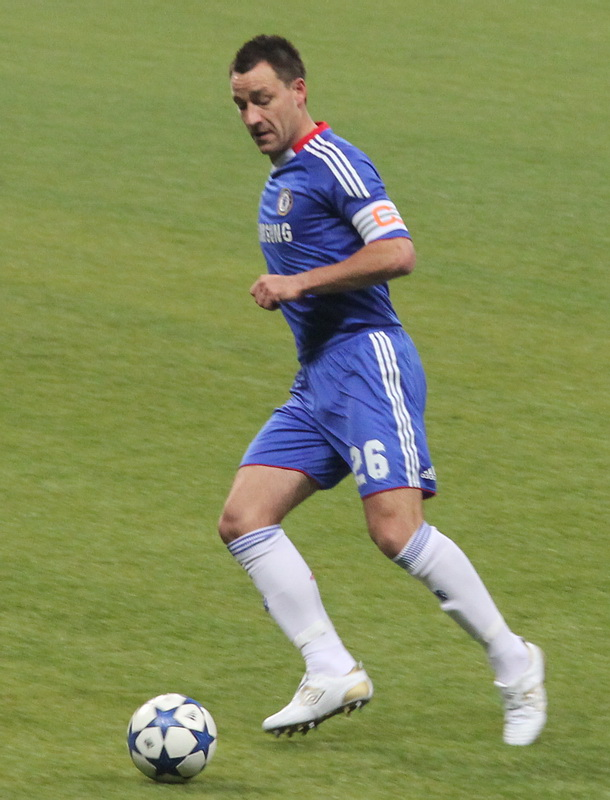
チェルシーでプレイするテリー

少年時代からチェルシーFCのアカデミー（下部組織）に所属した。トップチームに昇格したての頃は同じポジションにマルセル・デサイーやフランク・ルブーフがいたため出場機会はほとんどなかったが、ノッティンガム・フォレストFCへのレンタル移籍を経て2000-01シーズン、当時の監督だったクラウディオ・ラニエリに重用され出場機会が増加。2003-04シーズンには衰えが隠せなくなったマルセル・デサイーに代わりディフェンスラインを統率した。
2004年にジョゼ・モウリーニョが監督に就任するとチームのキャプテンに指名される。モウリーニョがフランク・ランパードらイングランド人と共に主将テリーに託した「率先してチームを引っ張ってほしい」という言葉通りに抜群のキャプテンシーを発揮。守っては、そのモウリーニョと共にやって来た新加入のディフェンダー・リカルド・カルヴァーリョと共にリーグ最少失点の堅陣を築いた。守備だけにはとどまらず攻撃の場面では得意のヘディングでゴールを量産した。中でもUEFAチャンピオンズリーグの決勝トーナメント一回戦FCバルセロナ戦でのヘディングゴールはチームを救う一撃となった。なお、このシーズンで自身初となるUEFAチャンピオンズリーグ最優秀ディフェンダーに選出されている。
2006年10月14日のレディング戦では、GKのペトル・チェフが試合開始早々に相手MFのスティーヴン・ハントの膝が頭に直撃し負傷退場となった上に、代わりに出場した控えGKのカルロ・クディチーニも後半ロスタイムに相手DFと接触し負傷退場となってしまった。交代枠を使い切っていたため、テリーがわずかな時間ながら代役GKとしてゴールマウスを守ることになり、自らのポジションであったセンターバックはFWのドログバが入ることになった。
2006年末から2007年の2月にかけて、腰の手術のためにチームを離脱。モウリーニョ監督はその間パウロ・フェレイラやマイケル・エッシェンをセンターバックに起用していたが、リヴァプールとのアウェー戦では0-2で完敗するなど守備の安定感を欠き、テリーの偉大さを証明する結果となった。2月3日に行われたチャールトン・アスレティックとのアウェー戦で終了間際に交代でピッチに登場し、約一ヶ月ぶりの復帰を果たす。翌週のミドルズブラ戦ではスターティングメンバーに復帰し、以前と変わらぬ安定したプレーを見せた。
2007-08シーズンのチェルシーは、プレミアリーグにおいて首位のマンチェスター・ユナイテッドと同勝ち点の84ポイントで最終節を迎えた。優勝のために少なくとも引き分け以上が必要な最終節ボルトン戦だったが、テリーは開始10分でチームメイトのペトル・チェフと接触し左ひじを脱臼。無念の負傷退場となった。結局、他会場のマンチェスター・ユナイテッドが勝利し、チェルシーは引き分けたため2位でプレミアリーグを終えた。自身の脱臼は軽傷だったため、10日後の因縁のマンチェスター・ユナイテッドとのUEFAチャンピオンズリーグの決勝にはスタメンで出場。この試合では両チーム譲らずPK戦に突入した。マンチェスター・ユナイテッドで三番目のキッカーを務めたクリスティアーノ・ロナウドのキックをペトル・チェフが止め、決めれば優勝という状況で5番目のキッカーであったテリーに順番が回ってくる。しかし降りしきる雨によってぬかるんだピッチに足をとられたテリーは、ボールをポストに当ててしまい失敗。その後チェルシーで7番目のキッカーを務めたニコラ・アネルカのキックをエトヴィン・ファン・デル・サールが止め、結局マンチェスター・ユナイテッドに敗れた。テリーは涙を流し悲嘆にくれ､その後チームのホームページ内で謝罪をした。しかし「彼が居なければ我々は決勝に勝ち進むことは出来なかっただろう」とランパードが語るように擁護の声も多かった。
それを裏付けるように、このシーズンで自身二度目となるUEFAチャンピオンズリーグ最優秀ディフェンダーに選出された。
2011-12シーズンのチャンピオンズリーグでは、準決勝でのバルセロナ戦で退場処分を受け、ファイナル出場はならなかったものの、チームは因縁のPK戦でバイエルン・ミュンヘンに勝利し、ついに悲願のチャンピオンズリーグ制覇を果たした。
2014-15シーズン、10月18日クリスタル・パレス戦では、チェルシーのキャプテンとして500試合出場を達成した。リーグカップファイナルでは、マンオブザマッチに選ばれる活躍で、優勝に貢献した。
2016-17年シーズン、アントニオ・コンテ監督就任後、開幕戦から数試合はセンターバックのレギュラーを務めたが、怪我により離脱、レギュラーポジションを失い、4月17日今シーズン限りでチェルシーからの退団を発表した。ワトフォードFC戦では、先発出場を果たしゴールを決めた。
シーズン最終節ホームゲームのサンダーランドAFC戦では、先発出場し背番号と同じ前半26分までプレー、スタンディングオベーションでガリー・ケーヒルと交代し、チェルシーでのプレーを終えた。

### アストン・ヴィラFC
2017年7月3日、イングランド2部のアストン・ヴィラFCにフリーで加入した。背番号はチェルシー時代と同じ26番。移籍の際、イングランドの1部リーグからもオファーがあったが、テリーは「（1部リーグで）チェルシーと対戦することは精神的に乗り越えられない。」と新天地に2部リーグのチームを選んだ理由を説明した。
2018年夏に契約満了し、退団した。

### 現役引退
2018年10月7日、自身のSNSで現役引退を表明した。

## 代表経歴

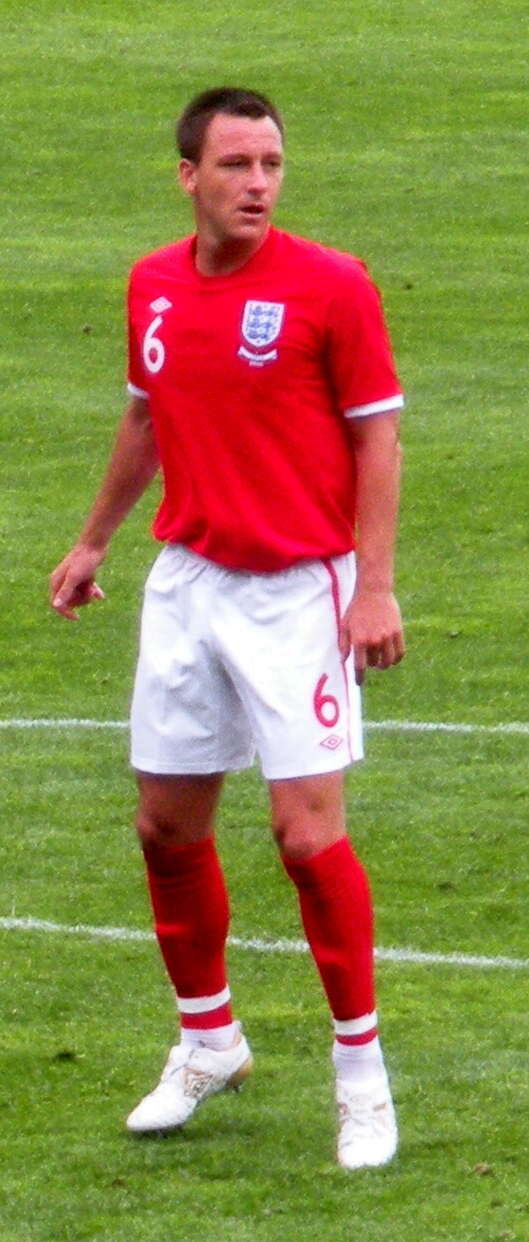
2010年、イングランド代表でのテリー

代表初出場は、2003年6月のセルビア・モンテネグロとの親善試合。
EURO2004にも代表入りし、出場停止中だったリオ・ファーディナンドに代わり3試合に出場した。
2006 FIFAワールドカップではソル・キャンベルに代わりレギュラーに定着、リオ・ファーディナンドとともにイングランドの堅守を支えた。
この後、デビッド・ベッカムに代わってイングランド代表のキャプテンを務めていたが、2010年2月、不倫疑惑が浮上し、ファビオ・カペッロは、テリーを主将から解任した。
2010 FIFAワールドカップのグループリーグ第3節におけるスロベニア戦において、後半67分に、相手FWのミリヴォイェ・ノヴァコヴィッチのシュートをスライディングでブロックした直後、なおもゴールに迫るズラトコ・デディッチのシュートに対し、頭部からダイブしてのブロックを試みる。結果的に自身のブロックは失敗したもののチームの失点を免れ、この勇敢なプレーは高い評価を受けた。
2011年3月にカペッロにより再び主将に任命された。
2012年2月3日、前年10月23日の対クイーンズ・パーク・レンジャーズFC戦でアントン・ファーディナンドに対して人種差別的な発言をしたという疑惑により、FAによって主将をはく奪された。これに対してカペッロが不満を示し、代表監督を辞任するという事態に発展した。その後、2012年7月に行われた人種差別発言容疑の裁判では無罪となった。
2012年9月23日、代表引退を表明した。

## 指導歴
現役引退から4日後の2018年10月11日、アストン・ヴィラFCのアシスタントコーチに就任。ディーン・スミス監督の下クラブをリーグ5位に導くと、昇格プレーオフでチェルシー時代の盟友であるフランク・ランパード率いるダービー・カウンティFCを破りプレミアリーグ昇格を達成する。シーズン終了後にはクラブとの契約を1年間延長した。

## その他
- 本人曰く、練習を欠席することはまずなく、練習もまじめにやっていたからキャプテンを任されたことがあると語っている[14]。
- チェルシーの下部組織に入団する前はウェストハムの下部組織に所属していた。それ以前にはセンラブFCという少年チームに所属しており、中盤でプレイしていた。その時のチームメイトにはボビー・ザモラ、レドリー・キング、ポール・コンチェスキー、ジェイロイド・サミュエル、1つ下の年代にジャーメイン・デフォーら、のちにプレミアリーグでプレイするメンバーが多数所属していた。
- 敵味方関係なく臆しない一面があり、新人の頃に、不甲斐無いプレーをしたジャンフランコ・ゾラに怒鳴ったことがある。
- PlayStation 2でしばしば遊ぶという。その熱中ぶりはチームメイトを家に招き、自身がイメージキャラクターにもなった、コナミのウイニングイレブンのパーティーを開くほど（しかもトロフィーまで作っている）。因みにこのパーティではチームメイトだったグレン・ジョンソンとジョー・コールがそれぞれ優勝した。
- 現在の妻とは学生時代から10年以上の交際を経て、2007年6月に結婚。双子の男女子がいる。
- 前述の2006年末の腰の手術で椎間板の一部を除去、クラブ側からは約1ヶ月の離脱という発表があったが、手術翌日には軽いランニングをこなしてしまった。
- 2006-07シーズンカーリングカップ決勝アーセナルFC戦は直前の負傷で出場が危ぶまれていたが無事に出場。しかし、コーナーキックからの混戦でボールを頭で押し込もうとして、ボールをクリアしようとしたアブー・ディアビの蹴りをまともに顔面で受け、気絶してしまった。[15]応急処置の後に病院に運ばれたが、その後無事に優勝セレモニーに参加している。
- 実兄であるポール・テリー（英語版）も元プロサッカー選手。
- 前述のチャンピオンズリーグ決勝戦でのPK失敗を皮肉られたこのようなものまで現れた。
- 気迫に満ちたプレーが特徴であり、同僚のフランク・ランパードをして「男の中の男（"a man's man"）」と称された[16]。

## 個人成績
| クラブ                 | ディビジョン       | シーズン       | リーグ戦 | リーグ戦 | カップ戦 | カップ戦 | リーグ杯 | リーグ杯 | UEFA | UEFA | その他 | その他 | 合計 | 合計 |
| クラブ                 | ディビジョン       | シーズン       | 出場     | 得点     | 出場     | 得点     | 出場     | 得点     | 出場 | 得点 | 出場   | 得点   | 出場 | 得点 |
| ---------------------- | ------------------ | -------------- | -------- | -------- | -------- | -------- | -------- | -------- | ---- | ---- | ------ | ------ | ---- | ---- |
| チェルシー             | プレミアリーグ     | 1998-99        | 2        | 0        | 3        | 0        | 1        | 0        | 1    | 0    | -      | -      | 7    | 0    |
| チェルシー             | プレミアリーグ     | 1999-2000      | 4        | 0        | 4        | 1        | 1        | 0        | 0    | 0    | -      | -      | 9    | 1    |
| チェルシー             | プレミアリーグ     | 2000-01        | 22       | 1        | 3        | 0        | 1        | 0        | 0    | 0    | 0      | 0      | 26   | 1    |
| チェルシー             | プレミアリーグ     | 2001-02        | 33       | 1        | 5        | 2        | 5        | 0        | 4    | 1    | -      | -      | 47   | 4    |
| チェルシー             | プレミアリーグ     | 2002-03        | 20       | 3        | 5        | 2        | 3        | 0        | 1    | 1    | -      | -      | 29   | 6    |
| チェルシー             | プレミアリーグ     | 2003-04        | 33       | 2        | 3        | 1        | 2        | 0        | 13   | 0    | -      | -      | 51   | 3    |
| チェルシー             | プレミアリーグ     | 2004-05        | 36       | 3        | 1        | 1        | 5        | 0        | 11   | 4    | -      | -      | 53   | 8    |
| チェルシー             | プレミアリーグ     | 2005-06        | 36       | 4        | 4        | 2        | 1        | 1        | 8    | 0    | 1      | 0      | 50   | 7    |
| チェルシー             | プレミアリーグ     | 2006-07        | 28       | 1        | 4        | 0        | 2        | 0        | 10   | 0    | 1      | 0      | 45   | 1    |
| チェルシー             | プレミアリーグ     | 2007-08        | 23       | 1        | 2        | 0        | 2        | 0        | 10   | 0    | 0      | 0      | 37   | 1    |
| チェルシー             | プレミアリーグ     | 2008-09        | 35       | 1        | 4        | 0        | 1        | 0        | 11   | 2    | -      | -      | 51   | 3    |
| チェルシー             | プレミアリーグ     | 2009-10        | 37       | 2        | 5        | 1        | 1        | 0        | 8    | 0    | 1      | 0      | 52   | 3    |
| チェルシー             | プレミアリーグ     | 2010-11        | 33       | 3        | 3        | 0        | 1        | 0        | 8    | 1    | 1      | 0      | 46   | 4    |
| チェルシー             | プレミアリーグ     | 2011-12        | 31       | 6        | 4        | 0        | 1        | 0        | 8    | 1    | -      | -      | 44   | 7    |
| チェルシー             | プレミアリーグ     | 2012-13        | 14       | 4        | 3        | 1        | 1        | 0        | 8    | 1    | 1      | 0      | 27   | 6    |
| チェルシー             | プレミアリーグ     | 2013-14        | 34       | 2        | 0        | 0        | 1        | 0        | 12   | 0    | -      | -      | 47   | 2    |
| チェルシー             | プレミアリーグ     | 2014-15        | 38       | 5        | 0        | 0        | 4        | 1        | 7    | 2    | -      | -      | 49   | 8    |
| チェルシー             | プレミアリーグ     | 2015-16        | 24       | 1        | 2        | 0        | 2        | 0        | 4    | 0    | 1      | 0      | 33   | 1    |
| チェルシー             | プレミアリーグ     | 2016-17        | 9        | 1        | 3        | 0        | 2        | 0        | -    | -    | -      | -      | 14   | 1    |
| チェルシー             | クラブ通算         | クラブ通算     | 492      | 41       | 58       | 11       | 37       | 2        | 124  | 13   | 6      | 0      | 717  | 67   |
| →ノッティンガム (loan) | ディビジョン1      | 1999-2000      | 6        | 0        | -        | -        | -        | -        | -    | -    | -      | -      | 6    | 0    |
| チェルシーU-21         | プレミアリーグ2    | 2012-13        | 1        | 0        | -        | -        | -        | -        | -    | -    | -      | -      | 1    | 0    |
| チェルシーU-21         | プレミアリーグ2    | 2016-17        | 1        | 0        | -        | -        | -        | -        | -    | -    | -      | -      | 1    | 0    |
| チェルシーU-21         | クラブ通算         | クラブ通算     | 2        | 0        | -        | -        | -        | -        | -    | -    | -      | -      | 2    | 0    |
| アストン・ヴィラ       | チャンピオンシップ | 2017-18        | 32       | 1        | 1        | 0        | 0        | 0        | -    | -    | 3      | 0      | 36   | 1    |
| キャリア総通算         | キャリア総通算     | キャリア総通算 | 532      | 42       | 59       | 11       | 37       | 2        | 124  | 13   | 9      | 0      | 761  | 68   |

1. 1 2 3 4 5 6  FAコミュニティ・シールド
2. ↑  UEFAスーパー杯1試合を含む
3. ↑  昇格プレーオフ

## 代表歴

### 出場大会
- イングランド代表
  - 2006 FIFAワールドカップ
  - 2010 FIFAワールドカップ

### 試合数
- 国際Aマッチ 78試合 6得点（2003年-2012年）[17]

| イングランド代表 | 国際Aマッチ | 国際Aマッチ |
| 年               | 出場        | 得点        |
| ---------------- | ----------- | ----------- |
| 2003             | 6           | 0           |
| 2004             | 9           | 0           |
| 2005             | 6           | 0           |
| 2006             | 14          | 2           |
| 2007             | 7           | 1           |
| 2008             | 6           | 2           |
| 2009             | 10          | 1           |
| 2010             | 7           | 0           |
| 2011             | 7           | 0           |
| 2012             | 6           | 0           |
| 通算             | 78          | 6           |

### 得点
| # | 開催日         | 開催都市・スタジアム                     | 対戦国         | スコア | 結果 | 試合概要          |
| - | -------------- | ---------------------------------------- | -------------- | ------ | ---- | ----------------- |
| 1 | 2006年5月30日  | マンチェスター・オールド・トラッフォード | ハンガリー     | 2–0    | 3–1  | 親善試合          |
| 2 | 2006年8月16日  | マンチェスター・オールド・トラッフォード | ギリシャ       | 1–0    | 4–0  | 親善試合          |
| 3 | 2007年6月1日   | ロンドン・ウェンブリー・スタジアム       | ブラジル       | 1–0    | 1–1  | 親善試合          |
| 4 | 2008年5月28日  | ロンドン・ウェンブリー・スタジアム       | アメリカ合衆国 | 1–0    | 2–0  | 親善試合          |
| 5 | 2008年11月19日 | ベルリン・オリンピアシュタディオン       | ドイツ         | 2–1    | 2–1  | 親善試合          |
| 6 | 2009年4月1日   | ロンドン・ウェンブリー・スタジアム       | ウクライナ     | 2–1    | 2–1  | 南アフリカW杯予選 |

## タイトル

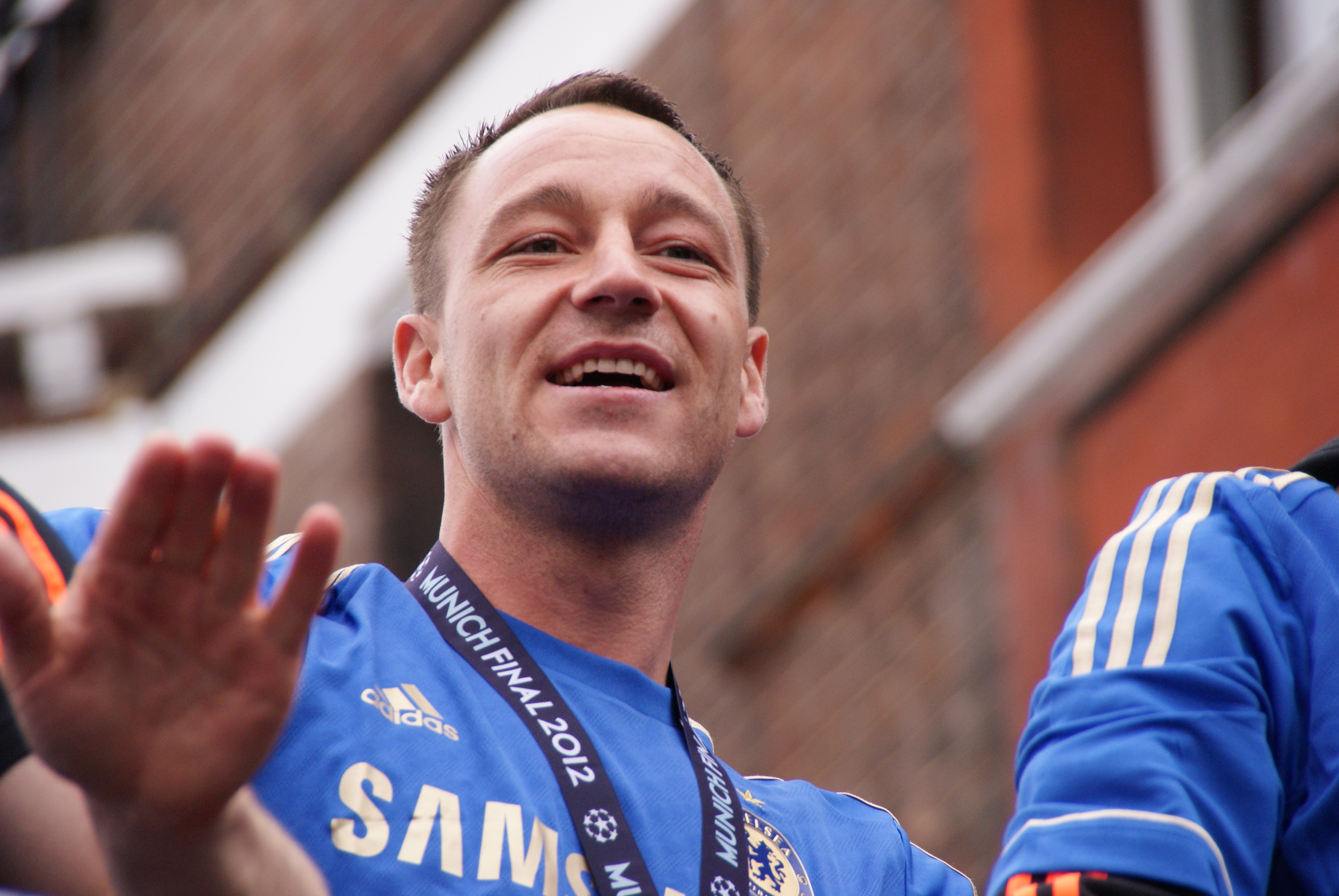
チャンピオンズリーグ優勝パレードでのテリー

### クラブ
チェルシー
- UEFAチャンピオンズリーグ：1回（2011-12）
- UEFAヨーロッパリーグ：1回（2012-13）
- プレミアリーグ：5回（2004-05, 2005-06, 2009-10, 2014-15, 2016-17）
- FAカップ：5回（1999-00, 2006-07, 2008-09, 2009-10, 2011-12）
- リーグカップ：3回（2004-05, 2006-07, 2014-15）
- FAコミュニティ・シールド：2回（2005, 2009）

### 個人
- PFA年間最優秀選手賞：1回（2004-05）
- PFA年間ベストイレブン : 4回（2003-04, 2004-05, 2005-06, 2014-15）
- アラン・ハーデイカー賞 : 2回（2005, 20015）
- チェルシー年間最優秀選手 : 2回（2000-01, 2005-06）
- プレミアリーグ月間最優秀選手 : 1回（2004-05.1月）
- FIFA FIFPROワールドイレブン : 5回（2005, 2006, 2007, 2008, 2009）
- ESM年間ベストイレブン : 3回（2004-05, 2008-09, 2009-10）
- UEFAチーム・オブ・ザ・イヤー : 4回（2005, 2007, 2008, 2009）
- UEFAクラブ最優秀DF賞 : 3回（2005, 2008, 2009）
- FIFAワールドカップ・オールスターチーム : 1回（2006）
- PFAチーム・オブ・ザ・センチュリー : 2007年